# Elise Bundervoet
Elise Bundervoet (Gent, 6 mei 1970) is een Vlaamse actrice.
Bundervoet studeerde af aan het Koninklijk Conservatorium Gent in de richting Drama. Ze verkreeg bekendheid met een hoofdrol in de BRT-jeugdserie Buiten De Zone. In het theater stond ze op de plank met meerdere NTGent-producties, naast werk bij Kollektief D & A, Theater Malpertuis, Theater Antigone en 't Arsenaal. Voor haar kinderen onderbrak ze haar carrière.
Bundervoet studeerde tussen 2010 en 2013 verpleegkunde aan de Arteveldehogeschool in Gent. Vervolgens was ze tussen 2013 en 2018 palliatief verpleegkundige in een ziekenhuis.

## Acteerprestaties
- 1994-1996: Buiten De Zone: Roxanne Seynaeve (televisieserie)
- 2005: Urbain: Nicole (televisieserie)
- 2019-2020: De Luizenmoeder: Nancy (televisieserie)
- 2019-2022: De Hoppers
- 2021: De Familie Claus 2: Mireille (film)
- 2024-heden: Milo: Nora Becker (televisieserie)

Daarnaast had Bundervoet gastoptredens in Heterdaad, Recht op Recht, Sedes & Belli, De Raf en Ronny Show, Verschoten & Zoon, Flikken, Kaat & co, Aspe, Witse, David, Halleluja!, Los Zand en Neveneffecten.